# Cristiana Girelli
Cristiana Girelli (Gavardo, 23 aprile 1990) è una calciatrice italiana, attaccante della Juventus e capitana della nazionale italiana.
Salita alla ribalta nel Bardolino Verona, ha proseguito la carriera con le maglie di Brescia prima e Juventus poi, imponendosi quale calciatrice italiana più vincente della sua epoca con 10 Scudetti, 9 Coppe Italia e un record assoluto di 11 Supercoppe italiane.
Considerata tra le migliori giocatrici a livello internazionale della sua generazione, sul piano personale vanta quattro titoli di capocannoniere, uno nell'Algarve Cup (2020) e tre nel campionato italiano di Serie A (2019-2020, 2020-2021 e 2024-2025) oltreché, nel 2020 e nel 2021, la nomina a calciatrice dell'anno e l'inserimento nella squadra dell'anno al Gran Galà del calcio AIC.
Dal 2022 figura nella Hall of Fame del calcio italiano.

## Caratteristiche tecniche
È un attaccante «atipico» poiché non inquadrabile con una collocazione esatta in campo, essendo avvezza a svariare lungo tutto il fronte offensivo per poi ritagliarsi, grazie alla sua intelligenza tattica, la posizione più adatta allo sviluppo del gioco.
Dotata di un'ottima tecnica di base oltreché di un fisico che le permette di primeggiare facilmente sulle avversarie, pur non essendo un «centravanti puro» il suo ruolo di riferimento è quello di punta d'area di rigore – in cui può esibirsi nel suo fondamentale migliore, il colpo di testa, che soprattutto in situazioni di palla inattiva ne fa tra le calciatrici più pericolose del panorama internazionale –; tuttavia ben si disimpegna anche da mezzapunta o trequartista – sullo stile del falso nueve, i cui compiti ha iniziato a ricoprire sempre più nella seconda parte di carriera –, non lesinando sganciamenti sulla fascia o ripiegamenti a centrocampo onde aprire il gioco per le compagne di squadra.

## Carriera

### Club

#### Gli inizi
Nata a Gavardo, è cresciuta con la famiglia a Nuvolera. Si appassiona al calcio fin da bambina, decidendo di tesserarsi con la Rigamonti Nuvolera, società della cittadina di residenza, dove milita nelle sue squadre giovanili miste fino ai 14 anni, età massima consentita dalla federazione per giocare con i maschi.

#### Bardolino Verona
Nell'estate 2004 trova un accordo con il Bardolino Verona, società che le offre l'opportunità di continuare l'attività agonistica, e alla sua seconda stagione in maglia gialloblù, grazie alle prestazioni dimostrate nelle giovanili, il tecnico Renato Longega decide di promuoverla in prima squadra nel corso della stagione 2005-2006: fa il suo debutto in Serie A, massimo livello del campionato italiano femminile di calcio, il 5 novembre 2005, nell'incontro vinto in trasferta per 2-0 sul Vigor Senigallia, e va segno per la prima volta il 1º maggio 2006, sempre in campionato, siglando la rete che fissa il risultato sul 2-1 nell'incontro casalingo sul M. Matese Bojano.
Già dalla stagione seguente Longega decide di impiegarla con maggiore continuità, condividendo con le compagne il double campionato-Coppa Italia. Resta legata alla società veneta per nove stagioni consecutive, tutte in Serie A fino al 2013, collezionando 148 presenze con 67 gol all'attivo, 3 Scudetti, 3 Supercoppe italiane e 3 Coppe Italia.

#### Brescia

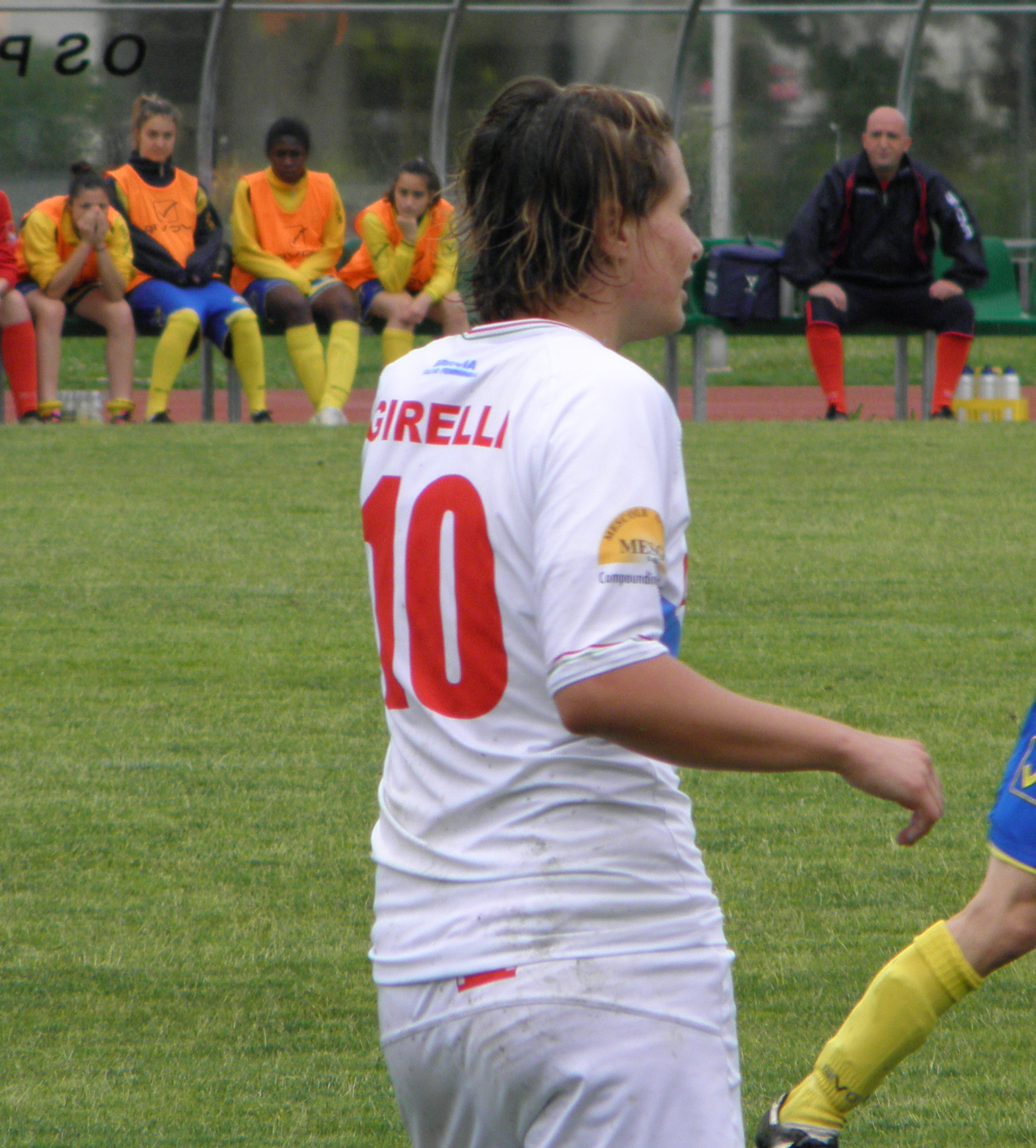
Girelli al Brescia durante la finale di Coppa Italia 2014-2015

Durante l'estate del 2013 si trasferisce al Brescia, dove al suo primo campionato si aggiudica il suo quarto titolo nazionale. Rimane in Lombardia per un lustro, in cui arrivano un altro Scudetto, due Coppe Italia e quattro Supercoppe italiane grazie a un affiatato gruppo allenato da Milena Bertolini e che, oltre a Girelli, vede tra gli elementi di spicco anche Bonansea, Cernoia, Gama e Rosucci, decisive tanto in maglia bresciana quanto con quella della nazionale.
La stagione 2017-2018 è l'ultima trascorsa con i colori biancoblù: dopo l'addio del succitato gruppo storico bresciano di questo decennio, migrato alla neonata Juventus, Girelli è nominata capitana della squadra. Gioca l'ultima gara per le Leonesse in occasione dello spareggio di fine campionato per lo Scudetto, perso ai tiri di rigore proprio contro il club bianconero. Tuttavia appena l'estate seguente, stante il disimpegno del Brescia che cede il proprio titolo sportivo al Milan, Girelli si ricongiunge a Torino alle ex compagne.

#### Juventus
Fin dalla stagione d'esordio in maglia juventina diviene il fulcro del gioco offensivo della squadra di Rita Guarino prima, Joe Montemurro poi e Massimiliano Canzi infine, partecipando negli anni seguenti alle vittorie di cinque Scudetti, due Coppe Italia e quattro Supercoppe italiane; in quest'ultimo caso, col successo nell'edizione 2020 diventa la calciatrice più titolata nella storia della manifestazione.
A Torino inoltre Girelli fa suo per la prima volta il titolo di capocannoniere del campionato nell'edizione 2019-2020, affermazione bissata nell'annata seguente.
Nella stagione 2021-2022, la sua quarta in bianconero, il 18 agosto Girelli mette a segno la sua prima doppietta europea in maglia bianconera, nella goleada 12-0 al Kamenica Sasa valida per il primo turno della Women's Champions League; nell'occasione torna al gol nella competizione continentale dopo un quadriennio. In campo nazionale, con la rete siglata l'11 febbraio 2023 alla Fiorentina in campionato, diventa la prima calciatrice juventina della storia a tagliare il traguardo dei 100 gol.
Al termine della stagione 2024-2025, in cui contribuisce alla vittoria di campionato e Coppa Italia (venendo anche nominata miglior giocatrice nel primo caso), Girelli è inclusa fra le 30 candidate al Pallone d'oro femminile, risultando una delle uniche due italiane in lista, insieme a Sofia Cantore.

### Nazionale
Ha esordito con la nazionale under 19 nel 2006, nella partita vinta dall'Italia per 6-0 contro la Bulgaria.

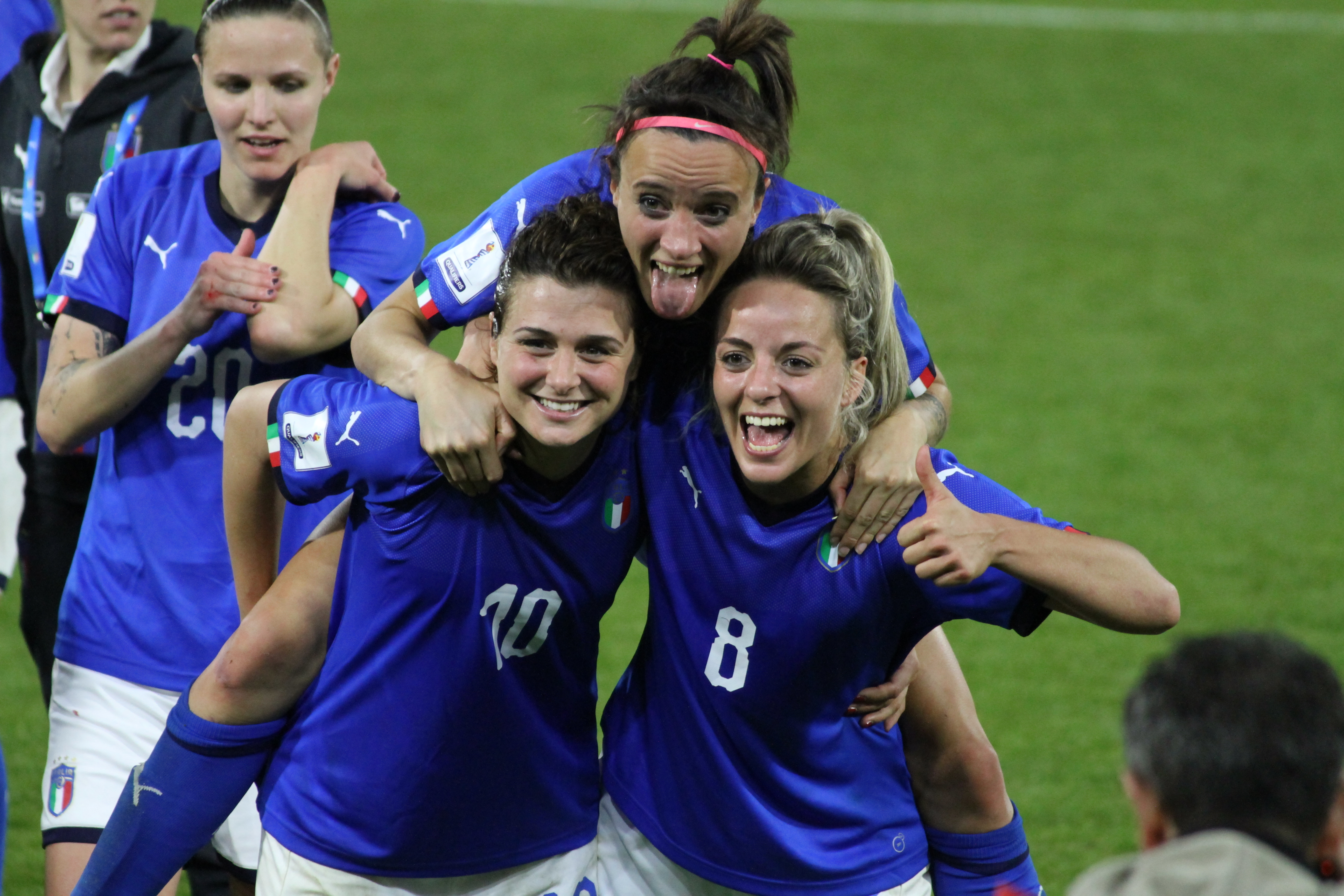
Da sinistra: Girelli, Bonansea e Rosucci esultano al termine della gara tra e (2-1) valevole per le qualificazioni al mondiale 2019.

Il commissario tecnico della nazionale maggiore, Antonio Cabrini, la convoca nel raduno del 22 ottobre 2012, tuttavia dovrà attendere il 26 settembre 2013 per giocare la sua prima partita dove incontra, nella fase di qualificazione all'europeo 2013, la Romania: entra al 68' sostituendo Ilaria Mauro, quando il risultato è ancora sullo 0-0, e riesce a segnare al 3' di recupero il suo primo gol, che permette alla compagine italiana di aggiudicarsi il match.
Fa parte delle convocate dal commissario tecnico Milena Bertolini per il mondiale di Francia 2019, che vede la squadra italiana di nuovo alla fase finale dopo vent'anni di assenza. Qui il 14 giugno, durante la gara della fase a gironi contro la Giamaica, sigla la sua seconda tripletta personale in maglia azzurra, che vale per la nazionale l'accesso agli ottavi di finale.
Il 16 febbraio 2023 gioca la sua centesima partita in azzurro, subentrando nel corso della sconfitta contro il Belgio (1-2) valevole per l'Arnold Clark Cup.
Nel luglio del 2023, Girelli viene convocata per disputare il mondiale in Australia e Nuova Zelanda; inoltre, stante l'assenza di Sara Gama decisa da Bertolini, all'attaccante viene affidato il ruolo di capitana delle Azzurre per la spedizione. Il 24 dello stesso mese, nella prima partita della fase a gironi contro l'Argentina, subentra a Giulia Dragoni all'83' e, quattro minuti più tardi, segna il decisivo 1-0 che vale la vittoria dell'Italia: nell'occasione, l'attaccante diventa la prima calciatrice italiana ad andare a segno in due edizioni del mondiale, eguagliando anche il primato di Carolina Morace come miglior marcatrice assoluta delle Azzurre nella rassegna iridata.
Dopo il ritiro di Gama, dal 2024 Girelli eredita definitivamente da quest'ultima i gradi di capitana. In questa veste, l'attaccante prende parte all'europeo 2025 in Svizzera: qui, nella gara dei quarti di finale contro la Norvegia, è autrice della doppietta decisiva nel 2-1 che qualifica l'Italia alle semifinali, traguardo che mancava alle Azzurre da ventotto anni.

## Statistiche

### Presenze e reti nei club
Statistiche aggiornate al 17 maggio 2025.
| Stagione                | Squadra                 | Campionato              | Campionato | Campionato | Coppe nazionali | Coppe nazionali | Coppe nazionali | Coppe internazionali | Coppe internazionali | Coppe internazionali | Altre coppe | Altre coppe | Altre coppe | Totale | Totale |
| Stagione                | Squadra                 | Comp                    | Pres       | Reti       | Comp            | Pres            | Reti            | Comp                 | Pres                 | Reti                 | Comp        | Pres        | Reti        | Pres   | Reti   |
| ----------------------- | ----------------------- | ----------------------- | ---------- | ---------- | --------------- | --------------- | --------------- | -------------------- | -------------------- | -------------------- | ----------- | ----------- | ----------- | ------ | ------ |
| 2005-2006               | Bardolino Verona        | A                       | 7          | 1          | CI              | ?               | ?               | UWC                  | 0                    | 0                    | SI          | 0           | 0           | 7+     | 1+     |
| 2006-2007               | Bardolino Verona        | A                       | 20         | 1          | CI              | 3+              | 3+              | -                    | -                    | -                    | SI          | 1           | 0           | 24+    | 4+     |
| 2007-2008               | Bardolino Verona        | A                       | 22         | 6          | CI              | 1+              | 1               | UWC                  | 1+                   | 1                    | SI          | 0           | 0           | 24+    | 8      |
| 2008-2009               | Bardolino Verona        | A                       | 19         | 6          | CI              | 1+              | 1+              | UWC                  | 1+                   | 1                    | SI          | 1           | 0           | 22+    | 8+     |
| 2009-2010               | Bardolino Verona        | A                       | 20         | 10         | CI              | 1+              | 3+              | UWCL                 | 2                    | 0                    | SI          | 1           | 0           | 24+    | 13+    |
| 2010-2011               | Bardolino Verona        | A                       | 26         | 16         | CI              | 2               | 1               | UWCL                 | 5                    | 4                    | -           | -           | -           | 33     | 21     |
| 2011-2012               | Bardolino Verona        | A                       | 13         | 6          | CI              | ?               | ?               | -                    | -                    | -                    | -           | -           | -           | 13+    | 6+     |
| 2012-2013               | Bardolino Verona        | A                       | 27         | 22         | CI              | 4+              | 1+              | UWCL                 | 4                    | 3                    | -           | -           | .           | 35+    | 26     |
| Totale Bardolino Verona | Totale Bardolino Verona | Totale Bardolino Verona | 154        | 68         |                 | 12+             | 10+             |                      | 21                   | 9                    |             | 3           | 0           | 190+   | 87+    |
| 2013-2014               | Brescia                 | A                       | 29         | 20         | CI              | 2               | 0               | -                    | -                    | -                    | -           | -           | -           | 31     | 20     |
| 2014-2015               | Brescia                 | A                       | 25         | 27         | CI              | 3               | 4               | UWCL                 | 2                    | 0                    | SI          | 1           | 0           | 31     | 31     |
| 2015-2016               | Brescia                 | A                       | 22         | 20         | CI              | 4               | 3               | UWCL                 | 6                    | 0                    | SI          | 1           | 0           | 33     | 23     |
| 2016-2017               | Brescia                 | A                       | 21         | 15         | CI              | 3               | 2               | UWCL                 | 4                    | 1                    | SI          | 1           | 0           | 29     | 18     |
| 2017-2018               | Brescia                 | A                       | 22+1       | 17         | CI              | 7               | 3               | UWCL                 | 4                    | 2                    | SI          | 1           | 0           | 35     | 22     |
| Totale Brescia          | Totale Brescia          | Totale Brescia          | 120        | 99         |                 | 19              | 12              |                      | 16                   | 3                    |             | 4           | 0           | 159    | 114    |
| 2018-2019               | Juventus                | A                       | 19         | 13         | CI              | 5               | 2               | UWCL                 | 2                    | 0                    | SI          | 1           | 0           | 27     | 15     |
| 2019-2020               | Juventus                | A                       | 16         | 16         | CI              | 0               | 0               | UWCL                 | 2                    | 0                    | SI          | 1           | 1           | 19     | 17     |
| 2020-2021               | Juventus                | A                       | 21         | 22         | CI              | 4               | 3               | UWCL                 | 2                    | 0                    | SI          | 2           | 1           | 29     | 26     |
| 2021-2022               | Juventus                | A                       | 17         | 7          | CI              | 4               | 3               | UWCL                 | 11                   | 9                    | SI          | 2           | 1           | 34     | 20     |
| 2022-2023               | Juventus                | A                       | 23         | 15         | CI              | 7               | 5               | UWCL                 | 10                   | 5                    | SI          | 1           | 0           | 41     | 25     |
| 2023-2024               | Juventus                | A                       | 15         | 9          | CI              | 4               | 2               | UWCL                 | 2                    | 2                    | SI          | 1           | 0           | 22     | 13     |
| 2024-2025               | Juventus                | A                       | 24         | 19         | CI              | 5               | 2               | UWCL                 | 5                    | 0                    | SI          | -           | -           | 34     | 21     |
| Totale Juventus         | Totale Juventus         | Totale Juventus         | 135        | 101        |                 | 29              | 17              |                      | 34                   | 16                   |             | 8           | 3           | 206    | 137    |
| Totale carriera         | Totale carriera         | Totale carriera         | 409        | 268        |                 | 60+             | 39+             |                      | 71                   | 27                   |             | 15          | 3           | 555+   | 338+   |

### Presenze e reti in nazionale
| Cronologia completa delle presenze e delle reti in nazionale ― Italia | Cronologia completa delle presenze e delle reti in nazionale ― Italia | Cronologia completa delle presenze e delle reti in nazionale ― Italia | Cronologia completa delle presenze e delle reti in nazionale ― Italia | Cronologia completa delle presenze e delle reti in nazionale ― Italia | Cronologia completa delle presenze e delle reti in nazionale ― Italia | Cronologia completa delle presenze e delle reti in nazionale ― Italia | Cronologia completa delle presenze e delle reti in nazionale ― Italia |
| Data                                                                  | Città                                                                 | In casa                                                               | Risultato                                                             | Ospiti                                                                | Competizione                                                          | Reti                                                                  | Note                                                                  |
| --------------------------------------------------------------------- | --------------------------------------------------------------------- | --------------------------------------------------------------------- | --------------------------------------------------------------------- | --------------------------------------------------------------------- | --------------------------------------------------------------------- | --------------------------------------------------------------------- | --------------------------------------------------------------------- |
| 6-3-2013                                                              | Nicosia                                                               | Inghilterra                                                           | 4 – 2                                                                 | Italia                                                                | Cyprus Cup 2013 - 1º turno                                            | -                                                                     | 68’                                                                   |
| 8-3-2013                                                              | Larnaca                                                               | Italia                                                                | 0 – 2                                                                 | Nuova Zelanda                                                         | Cyprus Cup 2013 - 1º turno                                            | -                                                                     |                                                                       |
| 11-3-2013                                                             | Larnaca                                                               | Italia                                                                | 1 – 2                                                                 | Scozia                                                                | Cyprus Cup 2013 - 1º turno                                            | -                                                                     | Ingresso                                                              |
| 13-3-2013                                                             | Larnaca                                                               | Corea del Sud                                                         | 0 – 1                                                                 | Italia                                                                | Cyprus Cup 2013 - finale 9º posto                                     | -                                                                     | 55’                                                                   |
| 7-4-2013                                                              | Sankt Veit an der Glan                                                | Austria                                                               | 1 – 3                                                                 | Italia                                                                | Amichevole                                                            | -                                                                     | 60’                                                                   |
| 16-7-2013                                                             | Halmstad                                                              | Svezia                                                                | 3 – 1                                                                 | Italia                                                                | Euro 2013 - 1º turno                                                  | -                                                                     | 53’                                                                   |
| 26-9-2013                                                             | Bassano del Grappa                                                    | Italia                                                                | 1 – 0                                                                 | Romania                                                               | Qual. Mondiali 2015                                                   | 1                                                                     | 68’                                                                   |
| 31-10-2013                                                            | San Sebastián de los Reyes                                            | Spagna                                                                | 2 – 0                                                                 | Italia                                                                | Qual. Mondiali 2015                                                   | -                                                                     | 60’                                                                   |
| 5-3-2014                                                              | Larnaca                                                               | Inghilterra                                                           | 2 – 0                                                                 | Italia                                                                | Cyprus Cup 2014 - 1º turno                                            | -                                                                     |                                                                       |
| 7-3-2014                                                              | Larnaca                                                               | Italia                                                                | 1 – 3                                                                 | Canada                                                                | Cyprus Cup 2014 - 1º turno                                            | 1                                                                     |                                                                       |
| 10-3-2014                                                             | Larnaca                                                               | Italia                                                                | 1 – 1                                                                 | Finlandia                                                             | Cyprus Cup 2014 - 1º turno                                            | -                                                                     | 55’                                                                   |
| 12-3-2014                                                             | Paralimni                                                             | Australia                                                             | 5 – 2                                                                 | Italia                                                                | Cyprus Cup 2014 - finale 7º posto                                     | -                                                                     | 46’                                                                   |
| 5-4-2014                                                              | Vicenza                                                               | Italia                                                                | 0 – 0                                                                 | Spagna                                                                | Qual. Mondiali 2015                                                   | -                                                                     | 90’                                                                   |
| 10-4-2014                                                             | Cluj-Napoca                                                           | Romania                                                               | 1 – 2                                                                 | Italia                                                                | Qual. Mondiali 2015                                                   | -                                                                     | 77’                                                                   |
| 8-5-2014                                                              | Skopje                                                                | Macedonia                                                             | 0 – 11                                                                | Italia                                                                | Qual. Mondiali 2015                                                   | 3                                                                     | 46’                                                                   |
| 17-5-2014                                                             | Firenze                                                               | Italia                                                                | 6 – 0                                                                 | Bahrein                                                               | Amichevole                                                            | 1                                                                     |                                                                       |
| 14-6-2014                                                             | Praga                                                                 | Rep. Ceca                                                             | 0 – 4                                                                 | Italia                                                                | Qual. Mondiali 2015                                                   | -                                                                     | 63’                                                                   |
| 13-9-2014                                                             | Vercelli                                                              | Italia                                                                | 4 – 0                                                                 | Estonia                                                               | Qual. Mondiali 2015                                                   | -                                                                     | 57’                                                                   |
| 25-10-2014                                                            | Rieti                                                                 | Italia                                                                | 2 – 1                                                                 | Ucraina                                                               | Qual. Mondiali 2015 - semifinale play-off UEFA                        | -                                                                     | 72’                                                                   |
| 29-10-2014                                                            | Leopoli                                                               | Ucraina                                                               | 2 – 2                                                                 | Italia                                                                | Qual. Mondiali 2015 - semifinale play-off UEFA                        | -                                                                     | 46’                                                                   |
| 22-11-2014                                                            | L'Aia                                                                 | Paesi Bassi                                                           | 1 – 1                                                                 | Italia                                                                | Qual. Mondiali 2015 - finale play-off UEFA                            | -                                                                     | 65’                                                                   |
| 26-11-2014                                                            | Verona                                                                | Italia                                                                | 1 – 2                                                                 | Paesi Bassi                                                           | Qual. Mondiali 2015 - finale play-off UEFA                            | -                                                                     |                                                                       |
| 4-3-2015                                                              | Nicosia                                                               | Corea del Sud                                                         | 1 – 2                                                                 | Italia                                                                | Cyprus Cup 2015 - 1º turno                                            | -                                                                     | 55’                                                                   |
| 6-3-2015                                                              | Nicosia                                                               | Italia                                                                | 3 – 2                                                                 | Scozia                                                                | Cyprus Cup 2015 - 1º turno                                            | 2                                                                     | 88’                                                                   |
| 11-3-2015                                                             | Larnaca                                                               | Italia                                                                | 2 – 3                                                                 | Messico                                                               | Cyprus Cup 2015 - finale 3º posto                                     | -                                                                     | 46’                                                                   |
| 28-5-2015                                                             | Nagano                                                                | Giappone                                                              | 1 – 0                                                                 | Italia                                                                | Amichevole                                                            | -                                                                     | 67’                                                                   |
| 18-9-2015                                                             | La Spezia                                                             | Italia                                                                | 6 – 1                                                                 | Georgia                                                               | Qual. Euro 2017                                                       | 2                                                                     | 61’                                                                   |
| 2-3-2016                                                              | Dherynia                                                              | Ungheria                                                              | 0 – 2                                                                 | Italia                                                                | Cyprus Cup 2016 - 1º turno                                            | -                                                                     | 40’                                                                   |
| 4-3-2016                                                              | Larnaca                                                               | Italia                                                                | 1 – 1                                                                 | Irlanda                                                               | Cyprus Cup 2016 - 1º turno                                            | -                                                                     | 46’                                                                   |
| 7-3-2016                                                              | Larnaca                                                               | Italia                                                                | 0 – 0                                                                 | Austria                                                               | Cyprus Cup 2016 - 1º turno                                            | -                                                                     |                                                                       |
| 9-3-2016                                                              | Larnaca                                                               | Italia                                                                | 3 – 1                                                                 | Rep. Ceca                                                             | Cyprus Cup 2016 - finale 3º posto                                     | -                                                                     | 54’                                                                   |
| 9-4-2016                                                              | Bienne                                                                | Svizzera                                                              | 2 – 1                                                                 | Italia                                                                | Qual. Euro 2017                                                       | -                                                                     | 83’                                                                   |
| 7-6-2016                                                              | Gori                                                                  | Georgia                                                               | 0 – 7                                                                 | Italia                                                                | Qual. Euro 2017                                                       | 2                                                                     | 46’                                                                   |
| 16-9-2016                                                             | Lurgan                                                                | Irlanda del Nord                                                      | 0 – 3                                                                 | Italia                                                                | Qual. Euro 2017                                                       | 2                                                                     |                                                                       |
| 20-9-2016                                                             | Vercelli                                                              | Italia                                                                | 3 – 1                                                                 | Rep. Ceca                                                             | Qual. Euro 2017                                                       | -                                                                     | 79’                                                                   |
| 1-3-2017                                                              | Nicosia                                                               | Corea del Nord                                                        | 3 – 0                                                                 | Italia                                                                | Cyprus Cup 2017 - 1º turno                                            | -                                                                     |                                                                       |
| 3-3-2017                                                              | Larnaca                                                               | Italia                                                                | 1 – 4                                                                 | Belgio                                                                | Cyprus Cup 2017 - 1º turno                                            | -                                                                     | 71’                                                                   |
| 8-3-2017                                                              | Larnaca                                                               | Italia                                                                | 6 – 2                                                                 | Rep. Ceca                                                             | Cyprus Cup 2017 - finale 11º posto                                    | 2                                                                     | 46’                                                                   |
| 7-4-2017                                                              | Stoke-on-Trent                                                        | Inghilterra                                                           | 1 – 1                                                                 | Italia                                                                | Amichevole                                                            | -                                                                     | 46’                                                                   |
| 17-7-2017                                                             | Rotterdam                                                             | Italia                                                                | 1 – 2                                                                 | Russia                                                                | Euro 2017 - 1º turno                                                  | -                                                                     | 61’                                                                   |
| 21-7-2017                                                             | Tilburg                                                               | Germania                                                              | 2 – 1                                                                 | Italia                                                                | Euro 2017 - 1º turno                                                  | -                                                                     | 45’                                                                   |
| 25-7-2017                                                             | Doetinchem                                                            | Svezia                                                                | 2 – 3                                                                 | Italia                                                                | Euro 2017 - 1º turno                                                  | 1                                                                     | 77’                                                                   |
| 15-9-2017                                                             | La Spezia                                                             | Italia                                                                | 5 – 0                                                                 | Moldavia                                                              | Qual. Mondiali 2019                                                   | 2                                                                     |                                                                       |
| 19-9-2017                                                             | Cluj-Napoca                                                           | Romania                                                               | 0 – 1                                                                 | Italia                                                                | Qual. Mondiali 2019                                                   | -                                                                     |                                                                       |
| 24-10-2017                                                            | Castel di Sangro                                                      | Italia                                                                | 3 – 0                                                                 | Romania                                                               | Qual. Mondiali 2019                                                   | 2                                                                     |                                                                       |
| 28-11-2017                                                            | Estoril                                                               | Portogallo                                                            | 0 – 1                                                                 | Italia                                                                | Qual. Mondiali 2019                                                   | -                                                                     |                                                                       |
| 20-1-2018                                                             | Marsiglia                                                             | Francia                                                               | 1 – 1                                                                 | Italia                                                                | Amichevole                                                            | 1                                                                     |                                                                       |
| 28-2-2018                                                             | Larnaca                                                               | Italia                                                                | 3 – 0                                                                 | Svizzera                                                              | Cyprus Cup 2018 - 1º turno                                            | 1                                                                     |                                                                       |
| 2-3-2018                                                              | Larnaca                                                               | Italia                                                                | 3 – 0                                                                 | Galles                                                                | Cyprus Cup 2018 - 1º turno                                            | 2                                                                     | 46’                                                                   |
| 5-3-2018                                                              | Larnaca                                                               | Finlandia                                                             | 2 – 2                                                                 | Italia                                                                | Cyprus Cup 2018 - 1º turno                                            | -                                                                     | Uscita                                                                |
| 7-3-2018                                                              | Larnaca                                                               | Spagna                                                                | 2 – 0                                                                 | Italia                                                                | Cyprus Cup 2018 - finale                                              | -                                                                     |                                                                       |
| 6-4-2018                                                              | Vadul lui Vodă                                                        | Moldavia                                                              | 1 – 3                                                                 | Italia                                                                | Qual. Mondiali 2019                                                   | -                                                                     | 59’                                                                   |
| 10-4-2018                                                             | Ferrara                                                               | Italia                                                                | 2 – 1                                                                 | Belgio                                                                | Qual. Mondiali 2019                                                   | 1                                                                     |                                                                       |
| 8-6-2018                                                              | Firenze                                                               | Italia                                                                | 3 – 0                                                                 | Portogallo                                                            | Qual. Mondiali 2019                                                   | 1                                                                     |                                                                       |
| 4-9-2018                                                              | Lovanio                                                               | Belgio                                                                | 2 – 1                                                                 | Italia                                                                | Qual. Mondiali 2019                                                   | 1                                                                     |                                                                       |
| 9-10-2018                                                             | Cremona                                                               | Italia                                                                | 1 – 0                                                                 | Svezia                                                                | Amichevole                                                            | -                                                                     |                                                                       |
| 10-11-2018                                                            | Osnabrück                                                             | Germania                                                              | 5 – 2                                                                 | Italia                                                                | Amichevole                                                            | -                                                                     | 80’                                                                   |
| 18-1-2019                                                             | Empoli                                                                | Italia                                                                | 2 – 1                                                                 | Cile                                                                  | Amichevole                                                            | -                                                                     | 59’                                                                   |
| 22-1-2019                                                             | Cesena                                                                | Italia                                                                | 2 – 0                                                                 | Galles                                                                | Amichevole                                                            | -                                                                     | 46’                                                                   |
| 27-2-2019                                                             | Larnaca                                                               | Messico                                                               | 0 – 5                                                                 | Italia                                                                | Cyprus Cup 2019 - 1º turno                                            | -                                                                     | 69’                                                                   |
| 6-3-2019                                                              | Larnaca                                                               | Corea del Nord                                                        | 3 – 3 dts (7 - 6 dtr)                                                 | Italia                                                                | Cyprus Cup 2019 - finale                                              | 1                                                                     |                                                                       |
| 29-5-2019                                                             | Ferrara                                                               | Italia                                                                | 3 – 1                                                                 | Svizzera                                                              | Amichevole                                                            | 1                                                                     | 66’                                                                   |
| 9-6-2019                                                              | Valenciennes                                                          | Australia                                                             | 1 – 2                                                                 | Italia                                                                | Mondiali 2019 - 1º turno                                              | -                                                                     | 63’                                                                   |
| 14-6-2019                                                             | Reims                                                                 | Giamaica                                                              | 0 – 5                                                                 | Italia                                                                | Mondiali 2019 - 1º turno                                              | 3                                                                     | 72’                                                                   |
| 18-6-2019                                                             | Valenciennes                                                          | Italia                                                                | 0 – 1                                                                 | Brasile                                                               | Mondiali 2019 - 1º turno                                              | -                                                                     | 78’                                                                   |
| 25-6-2019                                                             | Montpellier                                                           | Italia                                                                | 2 – 0                                                                 | Cina                                                                  | Mondiali 2019 - Ottavi di finale                                      | -                                                                     | 39’                                                                   |
| 29-8-2019                                                             | Ramat Gan                                                             | Israele                                                               | 2 – 3                                                                 | Italia                                                                | Qual. Euro 2022                                                       | 1                                                                     | 76’                                                                   |
| 3-9-2019                                                              | Tbilisi                                                               | Georgia                                                               | 0 – 1                                                                 | Italia                                                                | Qual. Euro 2022                                                       | 1                                                                     | 70’                                                                   |
| 4-10-2019                                                             | Ta' Qali                                                              | Malta                                                                 | 0 – 2                                                                 | Italia                                                                | Qual. Euro 2022                                                       | 1                                                                     | 46’                                                                   |
| 8-10-2019                                                             | Palermo                                                               | Italia                                                                | 2 – 0                                                                 | Bosnia ed Erzegovina                                                  | Qual. Euro 2022                                                       | 1                                                                     |                                                                       |
| 8-11-2019                                                             | Benevento                                                             | Italia                                                                | 6 – 0                                                                 | Georgia                                                               | Qual. Euro 2022                                                       | 1                                                                     |                                                                       |
| 12-11-2019                                                            | Castel di Sangro                                                      | Italia                                                                | 5 – 0                                                                 | Malta                                                                 | Qual. Euro 2022                                                       | -                                                                     | 25’                                                                   |
| 4-3-2020                                                              | Faro                                                                  | Portogallo                                                            | 1 – 2                                                                 | Italia                                                                | Algarve Cup 2020 - Prima fase                                         | 1                                                                     |                                                                       |
| 7-3-2020                                                              | Parchal                                                               | Nuova Zelanda                                                         | 0 – 3                                                                 | Italia                                                                | Algarve Cup 2020 - Seconda fase                                       | 1                                                                     |                                                                       |
| 22-9-2020                                                             | Zenica                                                                | Bosnia ed Erzegovina                                                  | 0 – 5                                                                 | Italia                                                                | Qual. Euro 2022                                                       | 3                                                                     |                                                                       |
| 27-10-2020                                                            | Empoli                                                                | Italia                                                                | 1 – 3                                                                 | Danimarca                                                             | Qual. Euro 2022                                                       | -                                                                     | 64’                                                                   |
| 1-12-2020                                                             | Viborg                                                                | Danimarca                                                             | 0 – 0                                                                 | Italia                                                                | Qual. Euro 2022                                                       | -                                                                     | 57’                                                                   |
| 24-2-2021                                                             | Firenze                                                               | Italia                                                                | 12 – 0                                                                | Israele                                                               | Qual. Euro 2022                                                       | 1                                                                     | 46’                                                                   |
| 13-4-2021                                                             | Firenze                                                               | Italia                                                                | 1 – 1                                                                 | Islanda                                                               | Amichevole                                                            | -                                                                     |                                                                       |
| 10-6-2021                                                             | Ferrara                                                               | Italia                                                                | 1 – 0                                                                 | Paesi Bassi                                                           | Amichevole                                                            | 1                                                                     | 60’                                                                   |
| 17-9-2021                                                             | Trieste                                                               | Italia                                                                | 3 – 0                                                                 | Moldavia                                                              | Qual. Mondiali 2023                                                   | 2                                                                     |                                                                       |
| 21-9-2021                                                             | Karlovac                                                              | Croazia                                                               | 0 – 5                                                                 | Italia                                                                | Qual. Mondiali 2023                                                   | 1                                                                     | 54’                                                                   |
| 22-10-2021                                                            | Castel di Sangro                                                      | Italia                                                                | 3 – 0                                                                 | Croazia                                                               | Qual. Mondiali 2023                                                   | 1                                                                     | 56’                                                                   |
| 26-10-2021                                                            | Vilnius                                                               | Lituania                                                              | 0 – 5                                                                 | Italia                                                                | Qual. Mondiali 2023                                                   | -                                                                     | 54’                                                                   |
| 26-11-2021                                                            | Palermo                                                               | Italia                                                                | 1 – 2                                                                 | Svizzera                                                              | Qual. Mondiali 2023                                                   | -                                                                     |                                                                       |
| 30-11-2021                                                            | Mogoșoaia                                                             | Romania                                                               | 0 – 5                                                                 | Italia                                                                | Qual. Mondiali 2023                                                   | 3                                                                     |                                                                       |
| 16-2-2022                                                             | Lagos                                                                 | Danimarca                                                             | 0 – 1                                                                 | Italia                                                                | Algarve Cup 2022 - 1º turno                                           | -                                                                     | 46’                                                                   |
| 20-2-2022                                                             | Faro                                                                  | Italia                                                                | 2 – 1                                                                 | Norvegia                                                              | Algarve Cup 2022 - 1º turno                                           | -                                                                     | 58’                                                                   |
| 23-2-2022                                                             | Lagos                                                                 | Svezia                                                                | 1 – 1 (6 - 5 dtr)                                                     | Italia                                                                | Algarve Cup 2022 - Finale                                             | -                                                                     | 56’                                                                   |
| 8-4-2022                                                              | Parma                                                                 | Italia                                                                | 7 – 0                                                                 | Lituania                                                              | Qual. Mondiali 2023                                                   | -                                                                     | 62’                                                                   |
| 12-4-2022                                                             | Thun                                                                  | Svizzera                                                              | 0 – 1                                                                 | Italia                                                                | Qual. Mondiali 2023                                                   | 1                                                                     |                                                                       |
| 1-7-2022                                                              | Castel di Sangro                                                      | Italia                                                                | 1 – 1                                                                 | Spagna                                                                | Amichevole                                                            | -                                                                     | 55’                                                                   |
| 10-7-2022                                                             | Rotherham                                                             | Francia                                                               | 5 – 1                                                                 | Italia                                                                | Euro 2022 - 1º turno                                                  | -                                                                     | 58’                                                                   |
| 14-7-2022                                                             | Manchester                                                            | Italia                                                                | 1 – 1                                                                 | Islanda                                                               | Euro 2022 - 1º turno                                                  | -                                                                     | 52’                                                                   |
| 18-7-2022                                                             | Manchester                                                            | Italia                                                                | 0 – 1                                                                 | Belgio                                                                | Euro 2022 - 1º turno                                                  | -                                                                     | 80’                                                                   |
| 2-9-2022                                                              | Chișinău                                                              | Moldavia                                                              | 0 – 8                                                                 | Italia                                                                | Qual. Mondiali 2023                                                   | -                                                                     | 57’                                                                   |
| 6-9-2022                                                              | Ferrara                                                               | Italia                                                                | 2 – 0                                                                 | Romania                                                               | Qual. Mondiali 2023                                                   | -                                                                     | 80’                                                                   |
| 11-11-2022                                                            | Lignano Sabbiadoro                                                    | Italia                                                                | 0 – 1                                                                 | Austria                                                               | Amichevole                                                            | -                                                                     | 67’                                                                   |
| 15-11-2022                                                            | Belfast                                                               | Irlanda del Nord                                                      | 1 – 0                                                                 | Italia                                                                | Amichevole                                                            | -                                                                     |                                                                       |
| 16-2-2023                                                             | Milton Keynes                                                         | Italia                                                                | 1 – 2                                                                 | Belgio                                                                | Arnold Clark Cup 2023                                                 | -                                                                     | 66’                                                                   |
| 19-2-2023                                                             | Coventry                                                              | Inghilterra                                                           | 2 – 1                                                                 | Italia                                                                | Arnold Clark Cup 2023                                                 | -                                                                     | 56’                                                                   |
| 22-2-2023                                                             | Bristol                                                               | Corea del Sud                                                         | 1 – 2                                                                 | Italia                                                                | Arnold Clark Cup 2023                                                 | -                                                                     | 85’                                                                   |
| 11-4-2023                                                             | Roma                                                                  | Italia                                                                | 2 – 1                                                                 | Colombia                                                              | Amichevole                                                            | -                                                                     | 46’                                                                   |
| 14-7-2023                                                             | Auckland                                                              | Nuova Zelanda                                                         | 0 – 1                                                                 | Italia                                                                | Amichevole                                                            | -                                                                     | 77’                                                                   |
| 24-7-2023                                                             | Auckland                                                              | Italia                                                                | 1 – 0                                                                 | Argentina                                                             | Mondiali 2023 - 1º turno                                              | 1                                                                     | 83’                                                                   |
| 2-8-2023                                                              | Wellington                                                            | Sudafrica                                                             | 3 – 2                                                                 | Italia                                                                | Mondiali 2023 - 1º turno                                              | -                                                                     | 64’                                                                   |
| 22-9-2023                                                             | San Gallo                                                             | Svizzera                                                              | 0 – 1                                                                 | Italia                                                                | UEFA Women's Nations League 2023-2024 - 1º turno                      | -                                                                     | 71’                                                                   |
| 26-9-2023                                                             | Castel di Sangro                                                      | Italia                                                                | 0 – 1                                                                 | Svezia                                                                | UEFA Women's Nations League 2023-2024 - 1º turno                      | -                                                                     | 69’                                                                   |
| 27-10-2023                                                            | Salerno                                                               | Italia                                                                | 0 – 1                                                                 | Spagna                                                                | UEFA Women's Nations League 2023-2024 - 1º turno                      | -                                                                     | 72’                                                                   |
| 31-10-2023                                                            | Malmö                                                                 | Svezia                                                                | 1 – 1                                                                 | Italia                                                                | UEFA Women's Nations League 2023-2024 - 1º turno                      | -                                                                     | 88’                                                                   |
| 23-2-2024                                                             | Bagno a Ripoli                                                        | Italia                                                                | 0 – 0                                                                 | Irlanda                                                               | Amichevole                                                            | -                                                                     | 62’                                                                   |
| 27-2-2024                                                             | Algeciras                                                             | Inghilterra                                                           | 5 – 1                                                                 | Italia                                                                | Amichevole                                                            | -                                                                     | 85’                                                                   |
| 9-4-2024                                                              | Helsinki                                                              | Finlandia                                                             | 2 – 1                                                                 | Italia                                                                | Qual. Euro 2025                                                       | -                                                                     | 69’                                                                   |
| 25-10-2024                                                            | Roma                                                                  | Italia                                                                | 5 – 0                                                                 | Malta                                                                 | Amichevole                                                            | 1                                                                     | Cap. 62’                                                              |
| 21-2-2025                                                             | Monza                                                                 | Italia                                                                | 1 – 0                                                                 | Galles                                                                | UEFA Women's Nations League 2025 - 1º turno                           | -                                                                     | Cap. 55’ 63’                                                          |
| 8-4-2025                                                              | Herning                                                               | Danimarca                                                             | 0 – 3                                                                 | Italia                                                                | UEFA Women's Nations League 2025 - 1º turno                           | 1                                                                     | 62’                                                                   |
| 30-5-2025                                                             | Parma                                                                 | Italia                                                                | 0 – 0                                                                 | Svezia                                                                | UEFA Women's Nations League 2025 - 1º turno                           | -                                                                     | 58’                                                                   |
| 3-6-2025                                                              | Swansea                                                               | Galles                                                                | 1 – 4                                                                 | Italia                                                                | UEFA Women's Nations League 2025 - 1º turno                           | 2                                                                     | cap. 69’                                                              |
| 3-7-2025                                                              | Sion                                                                  | Belgio                                                                | 0 – 1                                                                 | Italia                                                                | Euro 2025 - 1º turno                                                  | -                                                                     | cap.                                                                  |
| 7-7-2025                                                              | Ginevra                                                               | Portogallo                                                            | 1 – 1                                                                 | Italia                                                                | Euro 2025 - 1º turno                                                  | 1                                                                     | Cap. 87’                                                              |
| 11-7-2025                                                             | Berna                                                                 | Italia                                                                | 1 – 3                                                                 | Spagna                                                                | Euro 2025 - 1º turno                                                  | -                                                                     | 85’                                                                   |
| 16-7-2025                                                             | Ginevra                                                               | Norvegia                                                              | 1 – 2                                                                 | Italia                                                                | Euro 2025 - Quarti di finale                                          | 2                                                                     | Cap. 90+2’                                                            |
| 22-7-2025                                                             | Ginevra                                                               | Inghilterra                                                           | 2 – 1 dts                                                             | Italia                                                                | Euro 2025 - Semifinale                                                | -                                                                     | Cap. 64’                                                              |
| Totale                                                                |                                                                       | Presenze                                                              | 123                                                                   |                                                                       | Reti                                                                  | 61                                                                    |                                                                       |

## Palmarès

### Club
- Campionato italiano: 10

Bardolino Verona: 2006-2007, 2007-2008, 2008-2009
Brescia: 2013-2014, 2015-2016
Juventus: 2018-2019, 2019-2020, 2020-2021, 2021-2022, 2024-2025
- Coppa Italia: 9

Bardolino Verona: 2005-2006, 2006-2007, 2008-2009
Brescia: 2014-2015, 2015-2016
Juventus: 2018-2019, 2021-2022, 2022-2023, 2024-2025
- Supercoppa italiana: 11

Bardolino Verona: 2005, 2007, 2008
Brescia: 2014, 2015, 2016, 2017
Juventus: 2019, 2020, 2021, 2023

### Individuale
- Capocannoniere dell'Algarve Cup: 1

2020 (2 reti, a pari merito con Nanna Christiansen, Pernille Harder e Synne Jensen)
- Capocannoniere della Serie A: 3

2019-2020 (16 reti), 2020-2021 (22 reti), 2024-2025 (19 reti)
- Gran Galà del calcio AIC: 4

Calciatrice dell'anno: 2020, 2021
Squadra dell'anno: 2020, 2021
- Miglior attaccante della Serie A: 1

2020-2021
- Miglior calciatrice della Serie A: 1

2020-2021
- Miglior calciatrice della Supercoppa italiana: 1

2021
- Pallone Azzurro nella categoria Miglior calciatrice

2021
- Inserita nella Hall of Fame del calcio italiano nella categoria Calciatrice italiana

2022